# Srinivasa Ajangar Ramanudžan
Sri Srinivasa Ajangar Ramanudžan (tudi Aiyangar, Aaiyangar, Iyengar) [srínivasa ajengór ramanúdžan]  (tamilsko ஸ்ரீனிவாஸ ஐயங்கார் ராமானுஜன்), FRS, indijski matematik tamilskega rodu, * 22. december 1887, Erode, Tamil Nadu, Britanska Indija (sedaj Indija), † 22. april 1920, Četput, Madras (sedaj Čenaj), Britanska Indija.
Ramanudžan se je ukvarjal s teorijo števil, zveznih funkcij, modularnih funkcij, teorij razdelitev in teorij verižnih ulomkov. Veliko je prispeval k razvoju razumevanja particijske funkcije in vrst. Podal je več enačb za računanje števila π.
Bil je čudežni otrok in se je matematike večinoma naučil sam. Na Univerzi v Cambridgeu je med letoma 1914 in 1918 podal prek 3000 izrekov. Pogosto je zapisal enačbe brez dokazov. Šele kasneje so ugotovili, da so pravilne. Njegovi prispevki so bili nadvse izvirni in naravni. Vplivali so na veliko število raziskav in spodbudili mnogo matematičnih člankov. Nekaj njegovih odkritij je matematična srenja le počasi sprejemala. Nedavno so začeli njegove enačbe uporabljati na področju kristalografije in na nekaterih področjih v fiziki. Začeli so objavljati revijo Ramanujan Journal, kjer objavljajo dela »z matematičnih področij, na katera je vplival Ramanudžan.«

## Življenje

### Mladost
Ramanudžan se je rodil v pokrajini Tamil Nadu, kjer sta živela stara starša po materini strani. Njegov oče je prihajal iz Thandžavurja, rodovitnega tamilnaduškega predela. Živeli so v ulici Saarangapani v tipični južnoindijski hiši, ki je danes muzej. Njegova mati je verjetno dobro poznala indijsko matematiko in tudi Ramanudžan jo je dodobra spoznal. Leta 1898 je začel hoditi v srednjo šolo v Kumbakonamu, kjer je prvič srečal matematiko prek šole. Do enajstega leta starosti je zaobjel matematično znanje dveh podnajemnikov, študentov na vladnem kolidžu. Knjigo o naprednejši trigonometriji, ki jo je napisal S.L. Loney, je obvladal pri trinajstih. Njegov življenjepisec je poročal, da se je pri 14 letih pokazala njegova resnična nadarjenost. Matematične naloge je reševal enkrat hitreje in poznal je neskončne vrste. Nekatere naloge je rešil celo petkrat hitreje.  Njegovi sodobniki so kasneje pripovedovali: »skupaj z učitelji smo ga redkokdaj razumeli in smo do njega čutili spoštljiv strah.« 
S svojimi matematičnimi sposobnostmi včasih ni sprejemal učiteljevih razlag, dokler se ni sam prepričal. Pri razlagi deljenja je učitelj pojasnil, da če število delimo s samim seboj, bo rešitev enaka 1. Če štiri jabolka razdelimo med 4 otroke, bo vsak dobil eno. Ramanudžan je presenetil učitelja z vprašanjem, kako je možno, da vsak dobi eno jabolko, če ni ne otrok in ne jabolk. Ali drugače: {\displaystyle 0/0\neq 1}. Nekoč je moral rešiti enačbi:
{\displaystyle {\sqrt {x}}+y=7,\ {\sqrt {y}}+x=11\!\,.}
V pol minute je dobil rešitvi {\displaystyle x=3^{2}} in {\displaystyle y=2^{2}}. Ramanudžan se ni mogel osredotočiti na druge predmete in ni opravil obveznosti srednje šole. Pri sedemnajstih je izračunal Euler-Mascheronijevo konstanto {\displaystyle \gamma } na 15 decimalk. Začel je raziskovati razred števil, za katerega je menil, da je še nepoznan. Namesto tega pa je neodvisno razvil in proučil Bernoullijeva števila. V tem času je bil zelo reven in je bil velikokrat na robu stradanja. 
Začel je objavljati v Journal of Indian Mathematical Society. Eden od prvih problemov, ki jih je postavil v reviji, je bil:
{\displaystyle {\sqrt {1+2{\sqrt {1+3{\sqrt {1+\cdots }}}}}}\!\,.}
Počakal je šest mesecev, da bi kdo objavil rešitev, vendar je ni nihče. Na koncu je napisal svojo rešitev. Na strani 105 svoje prve beležnice, je razdelal enačbo, s katero se lahko reši problem z neskončnokrat vgnezdenimi radikali:
{\displaystyle x+n+a={\sqrt {ax+(n+a)^{2}+x{\sqrt {a(x+n)+(n+a)^{2}+(x+n){\sqrt {\mathrm {\cdots } }}}}}}\!\,.}
Enačba da rešitev problema, postavljenega v Journalu, ki je 3. Ramanudžan je napisal svoj prvi članek za Journal o značilnostih Bernoullijevih števil. Ena od značilnosti, ki jo je odkril, je bila, da so bili imenovalci (OEIS A027642) ulomkov Bernoullijevih števil vedno deljivi s šest. Razvil je tudi metodo za računanje Bn na podlagi predhodnih Bernoullijevih števil.
Po poroki 14. julija 1909 je začel iskati delo. S svežnjem matematičnih računov je potoval po Madrasu in iskal pisarniško službo. Končno mu je uspelo dobiti službo pri glavnem računovodskem uradu v Madrasu. Odločil se je, da se bo v celoti posvetil matematiki. Nek Anglež mu je svetoval naj se obrne na profesorje v Cambridgeu. Vztrajno je prosil za pomoč vplivne Indijce in v indijskih matematičnih revijah objavil več člankov, vendar pomoči ni dobil. Morda mu je v tem času pomagal R. Ramachandra Rao, davkar in ugledni civilni uslužbenec. Raoja je zanimala matematika in je bil stric znanega matematika K. Anande Raoja. Prvi je tedaj na Ramanudžana postal pozoren sir Ashutosh Mukherjee.
Konec leta 1912 in v začetku 1913 je Ramanudžan poslal pisma in svoje izreke trem cambriškim matematikom Bakerju, Hobsonu in Hardyju. Pomembnost izrekov je uvidel le Hardy, kateremu je Ramanudžan pisal januarja 1913.
Ko sta Hardy in njegov sodelavec Littlewood prebrala nekaj pisem neznanega in neizšolanega indijskega matematika, sta zapisala da, »nobenega [izreka] ni moč uvrstiti v najrazvitejši matematični izpit na svetu.« Čeprav je bil Hardy eden najboljših matematikov tedanjega časa in strokovnjak na mnogo področjih, o katerih je pisal Ramanudžan, je pripomnil, »da je bil ob teh izsledkih popolnoma nemočen in, da vsaj kaj približno enakega še nikoli ni videl.«

### Življenje v Angliji
Po začetnem obotavljanju je Hardy odgovoril s pripombami in zaprosil za dokaze nekaterih odkritij. Poskušal je doseči, da bi Ramanudžan prišel v Anglijo. Kot pravoverni brahman se je Ramanudžan obrnil na astrološke podatke glede svojega potovanja, saj bi zaradi religioznih vzrokov izgubil svojo kasto, če bi potoval v tuje dežele. Ramanudžanova mati je dejala, da je sanjala sanje, v katerih ji je družinska boginja povedala, da ne sme stati na poti svojemu sinu. Tako se je Ramanudžan odločil, da odide na pot.
Hardy je o Ramanudžanovih enačbah, ki jih sprva ni mogel razumeti, dejal: »Kratek pogled nanje pokaže, kako jih je lahko zapisal le matematik najboljše vrste. Morajo biti pravilne, saj če ne bi bile, nihče ne bi imel predstave, da bi jih odkril.« Hardy je v pogovoru z Erdősem dejal, da je bil njegov največji doprinos matematiki odkritje Ramanudžana. Primerjal ga je z matematičnima velikanoma Eulerjem in Jacobijem. Ramanudžana so kasneje 12. maja 1918 imenovali za člana Kraljeve družbe v Londonu in 18. oktobra za člana Kolidža Trinity za šest let.
Ramanudžan je včasih čečkal enačbe v svojo beležnico neprestano po več kot 30 ur, nato pa je padel v spanec dolg 20 ur. Takšen neenakomerni tek dnevnega dela je nanj zelo slabo vplival.
Zaradi življenja v tuji deželi daleč stran od doma in zaradi neprestanega obsedenega dela se mu je zdravje zelo poslabšalo. Na to je vplivalo tudi njegovo hudo prizadevanje in pomanjkanje vegetarijanske hrane med 1. svetovno vojno. Zbolel je za tuberkulozo in za močnim pomanjkanjem vitaminov. Analiza njegovih zdravniških zapisov iz leta 1994 je pokazala, da je verjetno bolehal za parazitskim vnetjem jeter. To je podpiralo tudi dejstvo, da je Ramanudžan živel v Madrasu, kjer je bila bolezen razširjena. Bolezen so težko diagnosticirali, vendar so jo znali zdraviti. Ramanudžan se je vrnil v Indijo leta 1919 in kmalu nato umrl. Zadnji njegov dar svetu je bilo odkritje 'lažnih funkcij theta'. Njegova žena S. Janaki Ammal je živela pri Čenaju in je umrla leta 1994.
Ramanudžan je pripisoval svojo bistroumnost družinski boginji Namagiri. K njej se je zatekal po navdih za svoje delo. Večkrat je dejal: »Enačba zame nima pomena, če ne predstavlja misel Boga.«

## Delo
V matematiki je poznati in imeti dokaz razlika. Ramanudžan je podal vse polno enačb, ki so jih kasneje podrobno proučili. Tako so se odprle nove smeri raziskav. Enačba za π:
{\displaystyle {\frac {1}{\pi }}={\frac {2{\sqrt {2}}}{9801}}\sum _{k=0}^{\infty }{\frac {(4k)!(1103+26390k)}{(k!)^{4}396^{4k}}}\!\,}
temelji na negativni osnovni diskriminanti d = −4(58) z razrednim številom h(d) = 2. Velja: 5 · 7 · 13 · 58 = 26390. Enačba je povezana z dejstvom da je število:
{\displaystyle e^{\pi {\sqrt {58}}}=396^{4}-104,000000177\dots \!\,}
zelo blizu celemu številu. Ramanudžanove vrste za π eksponentno konvergirajo izredno hitro. Danes predstavljajo osnovo za najhitrejše algoritme pri računanju vrednosti π in so z njimi izračunali nekaj milijonov decimalk.
Njegova intuicija ga je vodila k nekaterim prej neznanim enakostim. Takšen zgled je:
{\displaystyle \left[1+2\sum _{n=1}^{\infty }{\frac {\cos(n\theta )}{\cosh(n\pi )}}\right]^{-2}+\left[1+2\sum _{n=1}^{\infty }{\frac {\cosh(n\theta )}{\cosh(n\pi )}}\right]^{-2}={\frac {2\Gamma ^{4}\left({\frac {3}{4}}\right)}{\pi }}\!\,}
za vse {\displaystyle \theta }, kjer je {\displaystyle \Gamma (z)} funkcija gama. Koeficienti {\displaystyle \theta ^{0}}, {\displaystyle \theta ^{4}} in {\displaystyle \theta ^{8}} dajo nekaj dobrih enakosti hiperboličnega sekansa.

### Izreki in odkritja
Ramanudžanova odkritja veljajo za nenavadno bogata. V mnogih izmed njih se je skrivala še globlja stran. Njegova najbolj znana odkritja so:
- značilnosti zelo sestavljenih števil
- particijska funkcija in njena asimptotska analiza

Prispeval je tudi na področja, ki so obravnavala:
- funkcije gama
- modularne forme
- Ramanudžanove verižne ulomke
- divergentne vrste
- hipergeometrične vrste
- teorijo praštevil (Ramanudžanova praštevila)
- lažne funkcije theta

### Ramanudžanova domneva in njena vloga
Čeprav obstaja veliko izjav, ki bi se jih lahko imenovalo Ramanudžanova domneva, je ena še posebej pomembna in je zelo vplivala na kasnejši razvoj. Ramanudžanova domneva, oziroma Ramanudžan-Peterssonova domneva je trditev o velikosti funkcije {\displaystyle \tau (p)}, ki ima za rodovno funkcijo diskriminantno modularno formo Δ(q), tipično formo v teoriji modularnih form. S popolnim dokazom Weilovih domnev leta 1973 je Deligne pritrdilno dokazal tudi Ramanudžanovo domnevo.

### Ramanudžanove beležnice
Ramanudžan je že v Indiji zapisoval svoja odkritja v beležnice s posameznimi listi. Enačbe niso bile izpeljane. Od tod verjetno izhaja mišljenje, da Ramanudžan ni bil sposoben dokazati svojih enačb, in jih je le zapisoval. Berndt je pri svojem pregledu beležnic in Ramanudžanovega dela smatral, da je Ramanudžan vsekakor znal dokazati večino svojih odkritij, vendar se je odločil, da jih ne bo.
Način dela je morda imel več razlogov. Ker je bil papir zelo drag, je Ramanudžan večinoma pisal in morda zapisal dokaze na tablici, nato pa je na papir zapisal le rezultate. Tablice so tedaj v Indiji na široko uporabljali za računanje. Verjetno je na Ramanudžana vplival slog ene izmed knjig, iz katerih se je naučil veliko višje matematike, Carrove knjige Pregled čiste in uporabne matematike (Synopsis of Pure and Applied Mathematics). Knjiga je navajala več tisoč izsledkov brez dokazov. Nenazadje je lahko Ramanudžan imel svoje beležnice le zase in je navajal le rezultate.
Prva beležnica je imela 351 strani s 16 do neke mere urejenimi poglavji in nekaj neurejenih. Druga beležnica je imela 256 strani v 21 poglavjih in 100 neurejenih strani. Tretja beležnica je imela 33 neurejenih strani. Rezultati v njegovih beležnicah so navdihnili več člankov kasnejših matematikov, ki so poskušali dokazati kar je odkril. Hardy je objavil članke, ki so obravnavali probleme iz Ramanudžanovega dela. Prav tako Watson, B. M. Wilson in Berndt. Četrto beležnico - »izgubljeno«, je Andrews ponovno našel leta 1976 v Wrenovi knjižnici Kolidža Trinity Univerze v Cambridgeu.

## Priznanja

### Poimenovanja
Po njem se imenuje asteroid glavnega pasu 4130 Ramanudžan (4130 Ramanujan), ki ga je 17. februarja 1988 odkril R. Radžamohan na Observatoriju Vainuja Bappuja.